# Beto Gianola
Norberto Isidro Gianola, más conocido como Beto Gianola (Buenos Aires, 19 de octubre de 1922 - Ib., 17 de abril de 1981) fue un actor de cine, televisión y teatro argentino, padre del actor Fabián Gianola y tío del actor Martín Gianola.

## Biografía
Trabajó a menudo en televisión, en algunos casos en ciclos muy difundidos como Yo soy porteño (1963), Porcelandia y Y TV risas, con Alberto Locati, Hilda Viñas, Marianito Bauzá, Vicente La Russa y Ulises Dumont, entre otros.(1974). Participó en 1958 del ciclo de gran repercusión llamado Distrito Norte, una serie que sobre libretos del novel escritor Jorge Falcón dirigía Francisco Guerrero y que contó con un elenco integrado por Javier Portales, José María Langlais, Enrique Kossi, Hilda Rey, Rodolfo Crespi y Fabio Zerpa, además de Beto Gianola. La acción en este programa transcurría en una comisaría de un lugar no precisado de Argentina y fue el primer programa de televisión que salió de gira por teatros, realizando funciones tanto en salas del centro como de los barrios.
Escribió guiones para teleteatro y la pieza teatral El carro de la basura que fue estrenada por Myriam de Urquijo y Carlos Carella en el teatro Ópera de La Plata y posteriormente representada po el propio Gianola.  
En cine actuó siempre como actor de reparto y se destacó en el papel de asesino en Rosaura a las diez (1958). Fue candidato a los Premios Martín Fierro al mejor actor de reparto en cuatro oportunidades en 1962, 1963, 1966 y 1967 y lo ganó en este último año.

### Teatro
En 1966 trabajó en la obra Un viejo olor a almendras amargas de Abel Mateo junto a Cora Araujo, Eduardo Bergara Leumann, Betiana Blum y Javier Portales.
Al año siguiente participó en la representación de la obra Así es la vida de Arnaldo Malfatti y Nicolás de las Llanderas, dirigida por Pedro Escudero en el teatro Astral en un elenco en el que además figuraban Vicente Ariño, Ricardo Bauleo, Adriana Bianco, Rey Charol, María Esther Gamas, Juan Carlos Lima, Mecha Ortiz, Angélica López Gamio, Eddie Pequenino, Delma Ricci, Jorge de la Riestra, Luis Sandrini, Perla Santalla y Héctor Sturman, con escenografía de Raúl Soldi. El mismo año trabajó en la obra La próxima vez te lo diré cantando con Luis Brandoni, Oscar Ferrigno, Juana Hidalgo y Eduardo Pavlowsky y dirección de Luis Mottura.
En 1972 participó en la representación de la obra El círculo de tiza caucasiano dirigida por Oscar Fessler en el teatro General San Martín junto a Norma Aleandro, Alejandra Boero, José Canosa, Hugo Caprera, Ana María Casó, Nora Cullen, Livia Fernán, Pacheco Fernández, Nelly Fontán, Raúl Fraire, Marta Gam, Zelmar Gueñol, David Lewellyn, Miguel Ligero, Onofre Lovero, Arturo Maly, Carlos Marchi, Eduardo Muñoz, Nelly Prono, Francisco Rullán, Luis Politti, Walter Soubrié. También lo hizo en la obra Un enemigo del pueblo  de Ibsen en el Teatro General San Martín con Héctor Alterio, Ernesto Bianco, Alicia Berdaxagar y Osvaldo Terranova.
En 1973 trabajó en la obra de Francisco Defilippis Novoa He visto a Dios, dirigida por Salvador Santángelo en el Teatro General San Martín junto a Fernando Tacholas Iglesias, Miriam Perazolo, Horacio Peña, Elda Basile, Alberto Busaid, Héctor Pellegrini, Osvaldo Terranova y Edgardo Nervi.
En 1979 trabajó en el Teatro Ateneo en la obra 25 sin nombre de J. Pérez Carmona junto a Teresa Blasco, Pedro Buchardo, Berta Ortegosa y Jorge Rivera López.

## Filmografía
Actor
- De cara al cielo (1979)
- Millonarios a la fuerza (1979)
- Hormiga negra (1979) …Sargento Laurito
- La obertura (1977)
- El gordo catástrofe (1977)
- El gordo de América (1976)
- Yo maté a Facundo (1975)
- La gran aventura (1974) …Integrante de la banda de Ferrara
- Amalio Reyes, un hombre (1970)
- Pasión dominguera (1970)
- Eloy (1969)
- Fuiste mía un verano (1969) … Chofer de camioneta
- Breve cielo (1969)
- Su primer encuentro (1969)
- Las ruteras (1968) …Camionero
- Patapúfete (1967) …Suárez
- ¡Esto es alegría!  (1967)
- La buena vida (1966)
- Buenos Aires, verano 1912  (1966)
- Dos quijotes sobre ruedas (1966)
- Convención de vagabundos (1965)
- Orden de matar (1965)
- Los tímidos visten de gris (inédita) (1965)
- Crónica de un niño solo (1964)
- Los Venerables todos (1962)
- El terrorista (1962)
- Los hampones (1961) (filmada en 1955) …Vicente
- Don Frutos Gómez (1961)
- Un guapo del 900 (1960)
- De los Apeninos a los Andes (1960)
- Rosaura a las diez (1958) …Asesino
- Detrás de un largo muro (1958)…Conrado
- Las apariencias engañan (1958)
- Procesado 1040 (1958) …Preso
- El secuestrador (1958)
- Alta política  (inédita) (1957)
- Continente blanco (1957)
- La casa del ángel (1957)
- Graciela (1956)
- Adiós muchachos (1955)
- El muro (cortometraje) (1947)

## Televisión
- Un día 32 en San Telmo (serie) …Francisco (1980)
- Daniel y Cecilia (serie) …Juventino (1980)
- El otro (película) (1979)
- Mañana puedo morir (película) (1979)
- Aventura '77 (mini-serie) (1977)
- El trapero (película) (1974)
- Porcelandia (serie) (1974)
- El lobo (película) (1972) …Ramellao
- El tobogán (película)…Bernardo (1971)
- Politikabaret (1971)
- Alta Comedia  (serie)
  - Los muertos (1970) … Vigilante
- Los vecinos (película) (1966)
- El Soldado Balá (serie) (1964)
- Yo soy porteño (serie) (1963) Varios personajes
- Distrito Norte (serie)  (1958)

Guionista
- El puerto de las culpas (serie) (1957)